# Arbegnuoc
Gli Arbegnuoc (in amarico ዐርበኞች, "patriota") erano i combattenti etiopici che, dopo la fine ufficiale della guerra d'Etiopia (maggio 1936) e l'esilio del Negus Hailé Selassié, continuarono a combattere contro l'esercito italiano per opporsi all'occupazione e alla perdita dell'indipendenza. Nelle fonti sono presenti anche le grafie arbegnuocc e arbegnoch.
Gli arbegnuoc, guidati da capi abili e determinati, continuarono a battersi con crescente efficacia per tutto il periodo del dominio coloniale italiano e misero in seria difficoltà l'occupante mantenendo il controllo di vaste zone del territorio etiopico. Con l'inizio della seconda guerra mondiale, gli arbegnuoc fornirono un importante aiuto alle truppe britanniche contribuendo alla rapida vittoria e alla liberazione del territorio nazionale. Il 6 aprile 1941 le forze britanniche e sudafricane del generale Alan Cunningham fecero ingresso in Addis Abeba insieme a 800 arbegnuoc del famoso capo guerrigliero Abebe Aregai.

## Storia

### L'Etiopia dopo la caduta di Addis Abeba
La guerra d'Etiopia aveva avuto una svolta nel febbraio 1936 con le prime vittorie del corpo di spedizione italiano; dopo la disgregazione delle principali armate etiopiche e il fallimento del disperato contrattacco delle forze regolari del Negus il 31 marzo 1936 a Mai Ceu, le forze italiane, sostenute da una netta superiorità di armamenti e grazie anche all'impiego dei gas, sembrarono aver definitivamente fiaccato la resistenza del nemico; a Roma Benito Mussolini decise di sfruttare la situazione e accelerare al massimo il prosieguo delle operazioni.
La "marcia della ferrea volontà" condotta dal comandante in capo, maresciallo Pietro Badoglio, aveva avuto inizio da Dessiè il 24 aprile 1936 e si era conclusa il 5 maggio con l'entrata in Addis Abeba delle colonne motorizzate italiane; dopo questo clamoroso successo Mussolini poté quindi proclamare enfaticamente il 9 maggio 1936 la fine vittoriosa della guerra d'Etiopia e la ricostituzione dell'Impero. Nei giorni seguenti, la partenza per l'esilio del Negus Hailé Sellasié e il ritorno in Italia, il 21 maggio, del maresciallo Badoglio per ricevere una trionfale accoglienza, sembrarono confermare la vittoria del regime fascista nella sua audace impresa coloniale.

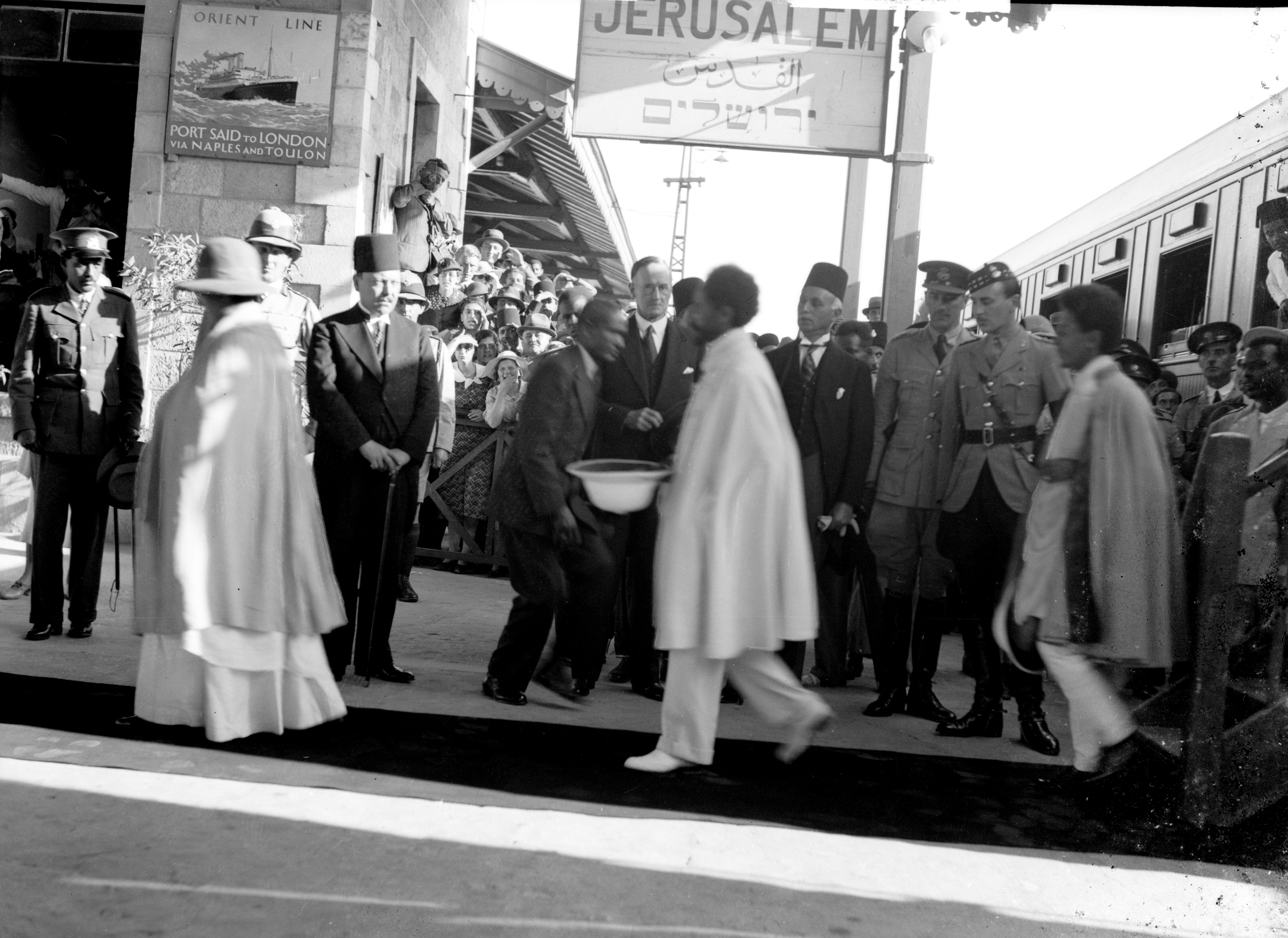
Maggio 1936: il Negus Hailé Selassié giunge a Gerusalemme durante una tappa del suo esilio.

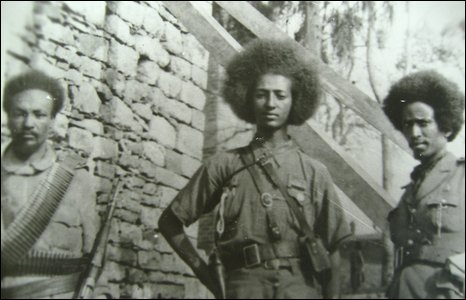
Il comandante Jagama Kelo e due patrioti.

In realtà se la marcia motorizzata su Addis Abeba si era rivelata un grande successo politico e propagandistico, dal punto di vista strategico non aveva certamente risolto definitivamente la guerra; le truppe italiane che raggiunsero la capitale rimasero praticamente bloccate ad Addis Abeba, mentre la popolazione etiopica interruppe la strada di Dessiè; le comunicazioni divennero precarie con l'inizio della stagione delle grandi piogge, mentre i combattenti etiopici erano attivi nello Scioa e molte regioni dell'impero del Negus erano ancora da conquistare. Mussolini non sembrò avere timori; al contrario prese nuove decisioni politiche radicali. Il Duce escluse la ricerca di collaborazione da parte di autorità locali disposte a cooperare con l'occupante ed affermò recisamente di essere "contrario a ridare qualsiasi potere ai ras...niente poteri a mezzadria"; il nuovo ministro delle colonie Alessandro Lessona condivise pienamente le rigide decisioni di Mussolini e il 1 giugno 1936 venne ufficialmente costituito il dominio diretto italiano con la nomina di un governatore-viceré e la suddivisione del territorio in cinque governatorati.
Il maresciallo Rodolfo Graziani divenne il primo viceré-governatore con pieni poteri ma egli non condivideva le decisioni provenienti da Roma; isolato con le sue forze ad Addis Abeba, Graziani era in difficoltà e richiedeva una politica più elastica e la presa di contatto con "ex ras e degiac"; il maresciallo riferiva che la sua situazione era critica e che i capi etiopici e la popolazione "sono a noi avversi" e facevano resistenza. Le sue proposte furono però nettamente respinte; il ministro Lessona confermò le disposizioni del Duce e ordinò al viceré di impiegare "mezzi estremi per stroncare inesorabilmente ogni velleità di ribellione". Lessona in data 10 settembre 1936 autorizzava "ad impiegare i gas, se Vostra Eccellenza lo ritenga utile".
Alla fine di maggio 1936 vaste regioni aride e inospitali dell'Etiopia sud-occidentale, quasi prive di vie di comunicazione, non erano state ancora occupate dal corpo di spedizione italiano; tutto il territorio compreso tra i laghi Tana e Stefania e i centri di Magalo e Gambela che comprendeva le province del Goggiam, Arussi, Gimma, Sidamo, Borana e parte dello Scioa era ancora libero. In questo vasto territorio erano ancora attivi i resti dell'esercito etiopico costituiti da circa 40000-50000 combattenti; i nuclei principali erano presenti nell'Harar, nel Sidamo, dove erano comandati da ras Destà Damtù e dal degiac Gabre Mariam, nell'Arussi sotto la guida del degiac Bejene Merid, nell'Ilubabor, dove si trovava ras Immirù. Il gruppo più pericoloso e più aggressivo era però costituito dai guerriglieri presenti nello Scioa dove aveva avuto inizio il vero e proprio movimento dei cosiddetti arbegnuoc, i "patrioti" della resistenza etiopica.
Sembra che il primo arbegnuoc dello Scioa sia stato il ligg Hailè Mariam Mammo che guidò un attacco ad un convoglio italiano il 4 maggio 1936, il giorno prima della caduta di Addis Abeba; a questo primo nucleo si unirono ben presto soldati sbandati, giovani volontari decisi ad opporsi all'occupante e una parte dei cadetti dell'accademia militare di Oletta guidati dal giovane Negga Haile Selassie. Entro giugno nelle colline intorno alla capitale erano attivi numerosi gruppi di ribelli guidati da militari o politici come il degiac Ficrè Mariam, il degiac Balcià Abba Nefsa, il blatta Tecle Uolde Hawariat, l'abile e aggressivo balambaras Abebe Aregai, il vecchio comandante della cavalleria Aradù Ifrù. Gli arbegnouc dello Scioa in questa fase riconoscevano la guida suprema del degiac Aberra Cassa, figlio di ras Cassa Darghiè, che era sostenuto dal fratello Asfauossen Cassa e dal prestigioso vescovo di Dessiè l'abuna Petros. I gruppi di guerriglieri dello Scioa a giugno e luglio attaccarono soprattutto la "strada imperiale" e la ferrovia per Gibuti e misero in seria difficoltà i presidi e le colonne italiane; Ficrè Mariam in particolare guidò il 6 e il 9 luglio 1936 due pericolosi attacchi alle stazioni ferroviarie a 50 chilometri dalla capitale che, pur respinti, causarono gravi perdite agli occupanti.

### Estensione dell'occupazione ed inizio della guerriglia

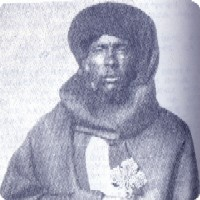
Il vescovo di Dessiè, l'abuna Petros, fu uno dei capi della resistenza nello Scioa; venne fucilato dagli italiani il 30 luglio 1936.

La situazione ad Addis Abeba nelle prime settimane dopo la conquista era difficile per gli italiani; le comunicazioni erano possibili solo attraverso la lunga pista dalla Somalia, la violenza e il disordine erano diffusi dentro la città, mentre il maresciallo Graziani, disponendo inizialmente solo di 9 000 soldati, temeva un attacco dei guerriglieri etiopici che erano segnalati "tutti intorno Addis Abeba"; correvano voci che molte migliaia di arbegnuoc fossero pronti all'assalto. La situazione degli italiani migliorò alla metà di luglio con l'arrivo di cospicui rinforzi che fecero salire la guarnigione a 35.000 uomini; inoltre da Roma giungevano nuove esortazioni al governatore di estendere l'occupazione e di "essere duro, implacabile con tutti gli abissini...."; Mussolini richiese di instaurare un "regime di assoluto terrore".
Gli arbegnuoc dello Scioa erano effettivamente decisi ad attaccare Addis Abeba; in un incontro a Debre Libanos, con la presenza di Aberra Cassa, dell'abuna Petros e degli altri capi, venne deciso un piano temerario per assaltare la capitale con cinque colonne separate, contando soprattutto di sfruttare una sollevazione generale della popolazione. L'assalto ebbe inizio il 28 luglio 1936 in una mattina nebbiosa ma, nonostante alcuni successi, i guerriglieri non riuscirono a coordinare i loro attacchi; mentre gli uomini di Aberra Cassa giunsero di sorpresa senza incontrare resistenza fin nel centro di Addis Abeba dove scatenarono il panico, Ficrè Mariam venne fermato dal corso di un torrente in piena e poi bloccato da reparti italiani rafforzati da mezzi meccanizzati. Nel frattempo gli arbegnuoc di Abebe Aregai inizialmente avanzarono fino quasi alla residenza di Graziani ma furono poi contrattaccati da militi delle Camicie Nere e da àscari eritrei; infine le ultime due colonne etiopiche non riuscirono il primo giorno neppure ad entrare in azione a causa della piena di vari corsi d'acqua.
I combattimenti ad Addis Abeba continuarono fino al 30 luglio 1936; gli arbegnuoc dei fratelli Aberra e Asfauossen Cassa mantennero coraggiosamente le loro posizioni nonostante i contrattacchi delle forze italo-eritree dei generali Italo Gariboldi, Sebastiano Gallina e Vincenzo Tessitore; infine i guerriglieri, colpiti anche dall'aviazione, dovettero cedere; Ficrè Mariam fu l'ultimo a ripiegare con i suoi uomini e con un gruppo di cadetti di Oletta. L'assalto era fallito per le difficoltà tattiche, l'indisciplina degli etiopici e soprattutto per lo scarso supporto della popolazione che rimase in maggioranza indifferente; l'influente ras Hailu Tekle Haymanot rifiutò di aiutare gli arbegnuoc e invece collaborò con gli italiani e consegnò l'abuna Petros al maresciallo Graziani che effettuò una brutale repressione; il vescovo di Dessiè venne immediatamente fucilato già il 30 luglio e nei giorni seguenti le truppe italiane "passarono per le armi tutti i prigionieri" ed effettuarono "repressioni inesorabili".
Il fallimento dell'attacco ad Addis Abeba scosse il morale di Aberra Cassa che a partire dal mese di agosto assunse un atteggiamento equivoco ed entrò in contatto con il maresciallo Graziani e con i ras collaborazionisti Hailu Tekle e Sejum Mangascià, ma gli altri capi della resistenza scioana non desistettero e, nonostante la repressione, continuarono ad attaccare le linee di comunicazione intorno alla capitale; il 26-27 agosto gli arbegnuoc sferrarono un nuovo attacco alla città che venne respinto ma la situazione degli occupanti, circondati da circa 20 000 ribelli, rimase difficile. Mentre nello Scioa dominavano le bande guerrigliere, a Gore nell'Ilubabor era attivo un secondo centro di resistenza all'occupazione italiana; in questa città fin dall'8 maggio 1936 si era insediato un governo provvisorio in contatto con il Negus che era guidato da Uolde Tzadek e sostenuto da alcuni esponenti del movimento dei "Giovani etiopici", da una parte dei cadetti di Oletta e da un migliaio di guerrieri di ras Immirù. Il tentativo di organizzare una struttura di potere solida nell'ovest del territorio abissino tuttavia non ebbe successo a causa dei contrasti tra i dirigenti etiopici, dell'ambiguo comportamento dei rappresentanti sul posto del governo britannico, dell'opposizione dei capi della popolazione galla, tradizionalmente ostile agli amhara. Il maresciallo Graziani, sollecitato da Mussolini, decise di intervenire subito nell'ovest etiopico inviando a Lechemti una piccola spedizione aerea che tuttavia venne attaccata e distrutta il 26-27 giugno 1936 dai cadetti etiopici guidati da Keflè Nasibù e Belai Haileab
Nonostante questo successo il governo provvisorio di Gore si disgregò entro il mese di novembre 1936; la Gran Bretagna, impegnata nel riavvicinamento diplomatico con l'Italia, evitò di impegnarsi a fondo, mentre tra i capi etiopici predominava la discordia e un forte pessimismo; inoltre gli italiani riuscirono a fomentare la rivolta generale delle tribù galla e l'8 ottobre 1936 fecero ritorno a Lechemti dove accolsero la sottomissione di importanti capi locali. Da Londra il Negus fece pressioni per continuare la resistenza e promise aiuti; ras Immirù decise quindi il 10 novembre 1936 di lasciare Gore con 1.200 uomini e marciare contro gli italiani.

### Le "operazioni di polizia coloniale"
L'11 ottobre 1936 il ministro Lessona era giunto a Gibuti da dove avrebbe dovuto raggiungere Addis Abeba per ferrovia, per conferire personalmente con il maresciallo Graziani; tra i due alti dirigenti erano continuati i contrasti riguardo alla tattica da seguire per schiacciare la resistenza etiopica e assicurare il dominio totale sul territorio; Lessona aveva ordinato inoltre, su indicazione del governo, di "fucilare tutti i cosiddetti Giovani etiopici". Graziani, famoso per la sua durezza in Libia, non era contrario ad usare metodi spietati contro gli arbegnuoc, ma temeva le interferenze da Roma, era intenzionato a mantenere il controllo delle decisioni e riteneva più opportuno impiegare in modo elastico le misure repressive. Inoltre anche Mussolini faceva pressioni per risolvere al più presto la situazione e rimpatriare la maggior parte delle truppe nazionali. Al momento dell'arrivo di Lessona in Africa orientale la situazione della guarnigione italiana di Addis Abeba rimaneva precaria; gli arbegnuoc di Ficrè Mariam continuavano ad attaccare le strade e la ferrovia e correvano voci di progetti dei guerriglieri di colpire direttamente il ministro durante il viaggio in treno da Dire Daua.
Lessona giunse ad Addis Abeba il pomeriggio del 12 ottobre dopo un viaggio in treno e dopo aver osservato i combattimenti in corso tra guerriglieri e truppe italiane; il ministro entrò subito in contrasto con Graziani e i generali accusati di non agire con la necessaria energia per eliminare la resistenza e assicurare i collegamenti delle capitale. Il governatore diramò quindi nuovi ordini draconiani in cui affermava che era "ora di finirla con le debolezze" e richiedeva di essere informato regolarmente sul "numero dei passati per le armi". Lessona lasciò Addis Abeba il 21 ottobre mentre il maresciallo Graziani diede inizio all'offensiva generale d'autunno contro i guerriglieri dello Scioa. Gli arbegnuoc di Ficrè Mariam furono attaccati dall'aviazione che il 22 ottobre impiegò anche i gas sulla zona del monte Debocogio; il 27 ottobre 1936 gli italo-eritrei diedero l'assalto alle difese dei guerriglieri; dopo aspri combattimenti i guerrieri di Ficrè Mariam batterono in ritirata lasciando molti morti sul terreno; il famoso e temuto capo etiopico cadde sul campo. Nelle settimane successive le azioni contro la guerriglia dello Scioa proseguirono nella valle dell'Auasc che venne devastata: molti villaggi furono distrutti, si procedette a fuciliazioni sommarie; gli arbegnuoc dovettero abbandonare i territori intorno alla capitale; il ligg Ababà Dagafous si arrese, altri capi, il fitaurari Scimellis Arti, il cagnasmach Hailè Abbamersà e l'uizerò Belaìyaneh, si nascosero.
Dopo queste operazioni di repressione il maresciallo Graziani, avendo ripreso il controllo delle comunicazioni di Addis Abeba e indebolito la resistenza dello Scioa, poté dare inizio, dopo la fine della stagione delle piogge, alle grandi offensive per completare la conquista del territorio etiopico. Fin dal 15 giugno 1936 il generale Guglielmo Nasi aveva invaso la vasta regione dell'Harar, Bale e Arussi dove erano ancora presenti circa 20 000 soldati sbandati del vecchio esercito etiopico; il comandante italiano operò con abilità ed energia alternando il rigore con la clemenza; la campagna militare continuò fino al 31 marzo 1937 e si concluse con successo; il 6 luglio successivo anche il fitaurati Mellion Tedla si sottomise all'occupante.

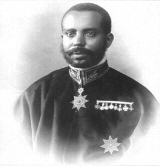
Ras immirù si arrese dopo una strenua resistenza il 16 dicembre 1936 e venne deportato in Italia.

Il maresciallo Graziani aveva nel frattempo inviato tre colonne di truppe alla conquista dell'ovest etiopico dove il governo provvisorio di Gore era ormai in disfacimento; il 24 ottobre 1936 venne raggiunta Lechemti, mentre altre truppe marciavano su Gimma. La colonna Princivalle venne attaccata il 6 novembre dalla banda di guerriglieri del coraggioso degiac Balcià Abba che tentò inutilmente di fermare gli italo-eritrei; dopo una valorosa resistenza i guerriglieri vennero sconfitti e il degiac rimase ucciso; subito dopo la colonna Princivalle raggiunse Gimma, mentre un altro reparto italiano entrò a Gore il 26 novembre; il governo provvisorio etiopico non esisteva più e Uolde Tzadek fece atto di sottomissione al potere dell'occupante; l'abuna Micael che tentava ancora di opporsi venne sommariamente fucilato.
Dopo il crollo dell'effimero governo di Gore e l'occupazione italiana dell'ovest etiopico, rimaneva ancora in armi in questo territorio solo ras Immirù che all'inizio di novembre era partito con le sue deboli forze per affrontare direttamente il nemico; dopo aver superato la resistenza delle tribù Galla ostili al dominio amhara, il ras cercò di suscitare la sollevazione generale delle popolazioni contro l'occupante con una serie di proclami in cui denunciava la brutalità degli italiani che "hanno ucciso i nostri soldati col veleno e con le bombe", e affermava che i nemici "ci vogliono togliere il paese che i nostri avi resero prospero. Cercano ogni pretesto per sterminarci". Nonostante la loro eloquenza e il loro realismo i proclami di ras Immirù tuttavia non raggiunsero alcun risultato ed egli fu quindi costretto a ripiegare e cercare aiuti nella regione dell'Uollega. La sua situazione era senza speranza; accerchiato dalle tre colonne italo-eritree Tessitore, Princivalle e Malta, e bloccato dal corso del fiume Gogeb, ras Immirù decise infine di recarsi al campo del nemico e il 16 dicembre 1936 si arrese insieme ai capi Keflè Nasibù e Belai Haileab, ai cadetti di Oletta e a un gruppo di "Giovani etiopici". In questa occasione il maresciallo Graziani decise di risparmiare la vita del capo abissino che, dopo consultazioni con Roma, venne dichiarato prigioniero di guerra e quindi deportato in Italia.
La repressione italiana fu invece spietata e brutale contro i tre fratelli Cassa; Uonduossen Cassa dopo aver intrapreso inizialmente dei negoziati, decise di rifugiarsi con i suoi fedeli sulle montagne prima di riprendere la guerriglia nel settembre 1936 attaccando il centro di Lalibelà. Il maresciallo Graziani prese misure brutali contro questo gruppo di resistenza, impiegando anche, secondo le istruzioni del ministro Lessona, i gas che vennero utilizzati ampiamente sui villaggi tra Lalibelà e Bilbolà Ghiorghis. Uonduossen Cassa venne infine intercettato con i suoi uomini al passaggio del fiume Tacazzè e il 10 dicembre 1936 costretto alla resa dopo un disperato combattimento, dalla colonna del capitano Farello; nella stessa serata venne quindi fucilato. Pochi giorni dopo subivano una fine ugualmente tragica anche gli altri due fratelli Cassa, Aberrà e Asfauossen, che dopo il fallimento di Addis Abeba si erano rifugiati a Ficcè dove avevano intrapreso ambigui negoziati con le autorità italiane. Abebe Aregai diffidava dei fratelli Cassa e molti loro seguaci, tra cui gli ultimi cadetti di Oletta, lasciarono il rifugio di Ficcè e si unirono alle bande ancora attive di Hailè Mariam Mammo. La situazione dei due fratelli Cassa divenne quindi disperata mentre cinque colonne italo-eritree convergevano su Ficcè; il 21 dicembre 1936 Aberra e Asfauossen Cassa, dopo aver accolto inviti alla resa da parte di Graziani e del generale Ruggero Tracchia e dopo aver ricevuto assicurazione sulle loro vite, si consegnarono alle truppe nemiche. Il generale Tracchia, nonostante le promesse di salvezza, prese subito l'iniziativa di fucilare i due capi abissini che furono uccisi alle ore 18.35; il maresciallo Graziani si assunse la piena responsabilità dell'accaduto e da Roma, Lessona e Mussolini in pratica approvarono l'operato delle autorità italiane in Etiopia. La drammatica fine dei fratelli Cassa suscitò grande emozione tra la popolazione che considerò l'evento simbolico della fine della gerarchia tradizionale etiope, ed accrebbe l'odio verso l'occupante non più ritenuto degno di alcuna fiducia.

La cattura di ras Destà (indicato dalla freccia), il 24 febbraio 1937.

Dopo la morte dei fratelli Cassa e la cattura di ras Immirù, alla fine del 1936 solo ras Destà rimaneva ancora attivo dopo essersi trasferito con circa 2.000 uomini nella regione del Sidamo; egli nel mese di novembre aveva attaccato ripetutamente le forze italiane del generale Carlo Geloso prima di ripiegare nella regione montuosa di Arbagona. Ras Destà sembrò intenzionato a sua volta a cedere le armi ed entrò in trattative con emissari del nemico; impressionato dalle notizie della fine dei fratelli Cassa, alla fine di dicembre tuttavia decise di rompere i contatti e di combattere ad oltranza insieme ai suoi luogotenenti più combattivi, tra cui Gabre Mariam e Bejenè Merid. Il maresciallo Graziani decise di dirigere personalmente le operazioni contro i guerriglieri di ras Destà a cui venne inviato un ultimatum in cui veniva richiesto di arrendersi entro sette giorni con la minaccia in caso di rifiuto di essere trattato come "brigante e privato di qualsiasi clemenza". Il viceré ordinò al generale Geloso di impiegare in massa l'aviazione per snidare i "ribelli" di ras Destà e il 7 gennaio 1937 raggiunse Ingalem e assunse il comando; tre colonne avanzarono nel territorio occupato dagli arbegnuoc che si difesero accanitamente prima di sganciarsi e ripiegare. Mentre gli italiani rastrellavano brutalmente tutto l'Alto Sidamo, ras Destà con circa mille superstiti cercò di continuare la resistenza, ma il 18 febbraio 1937 la sua banda venne infine accerchiata dalle colonne Tucci, Ragazzoni, Gallina e Natale. Nei giorni seguenti gli abissini vennero ripetutamente attaccati e sottoposti a pesanti bombardamenti aerei che causarono forti perdite; Gabre Mariam venne gravemente ferito mentre Bejenè Merid fu catturato e fucilato; le truppe italo-eritree devastarono il territorio e incendiarono i villaggi. Infine il 24 febbraio 1937 anche ras Destà, esausto e sfiduciato, cadde prigioniero di collaborazionisti tigrini e consegnato alla colonna Tucci; alle ore 17.30 venne impiccato e il suo corpo rimase esposto per un intero giorno; le autorità italiane e la propaganda esaltarono la vittoria e la macabra esecuzione che sembravano simboleggiare la vittoria definitiva dell'Italia fascista.

### L'attentato a Graziani e la grande repressione
I ripetuti successi delle cosiddette "grandi operazioni di polizia coloniale" sembrarono concludere definitivamente l'azione di conquista dell'Etiopia e consolidamento del nuovo Impero italiano in Africa orientale; numerosi notabili fecero atto di sottomissione alle autorità dell'occupante e il viceré Graziani si mostrò ottimista e intraprese un lungo viaggio fino a Mogadiscio, Harar e Dire Daua ritornando ad Addis Abeba solo l'11 febbraio 1937. In realtà il maresciallo, ritornato nella capitale, rilevò la persistenza di ostilità tra gli indigeni e tra elementi infidi e lamentò una sua perdita di autorità a causa della lunga assenza; tuttavia i dirigenti degli apparati di polizia e informazioni non sembrarono allarmati e trascurarono alcuni segnali di pericolo. Di conseguenza il 19 febbraio 1937, il 12 Yekarit secondo il calendario etiopico, durante una cerimonia di elargizioni ai poveri di Addis Abeba con la presenza del maresciallo Graziani e di circa 200 notabili etiopici, i servizi di sicurezza furono colti completamente di sorpresa dall'azione improvvisa di due giovani eritrei, Abraham Debotch e Mogus Asghedom, che lanciarono otto bombe a mano contro le autorità presenti sulla gradinata di accesso al palazzo del governatore.

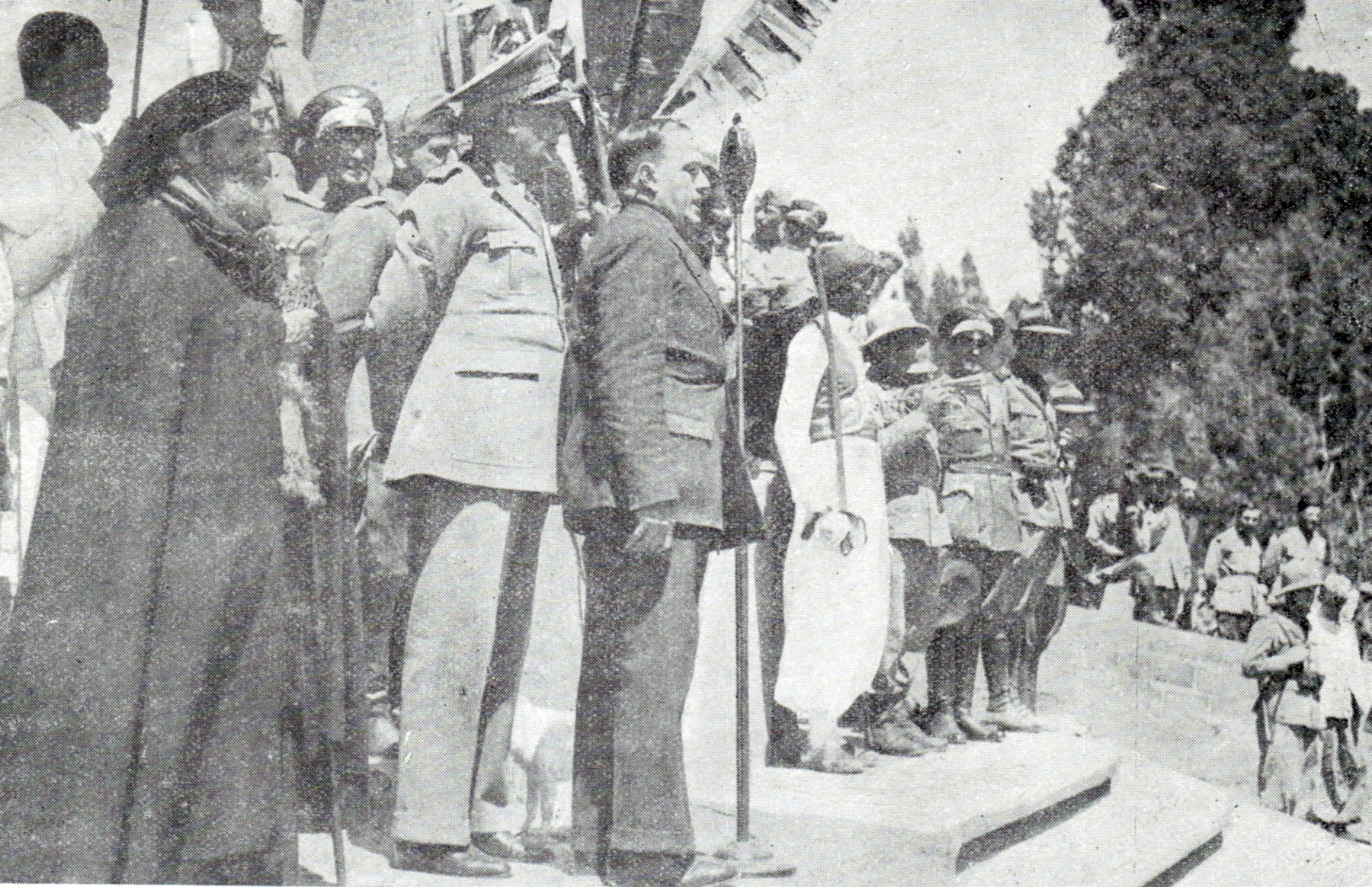
19 febbraio 1937: il maresciallo Graziani assiste insieme ad autorità italiane e notabili locali alla cerimonia poco prima dell'attentato.

L'esplosione delle bombe provocò sette morti e circa cinquanta feriti tra cui il maresciallo Graziani che rimase seriamente ferito a causa delle numerose schegge che lo raggiunsero; subito dopo l'attentato si scatenò il panico tra la folla e i militi della sicurezza aprirono il fuoco nella massima confusione contro gli etiopici provocando decine di morti. Il drammatico evento innescò l'immediata reazione italiana; la repressione e la rappresaglia ebbero inizio fin dal pomeriggio stesso del 19 febbraio, mentre da Roma Mussolini e Lessona ordinarono subito un "radicale repulisti" e le "più rigorose misure". L'azione repressiva venne diretta in particolare dal capo della federazione fascista di Addis Abeba Guido Cortese ed ebbe inizialmente un carattere sommario e brutale: i militari e i fascisti della capitale procedettero ad esecuzioni in massa, distruzione di abitazioni, rastrellamenti di presunti oppositori; alcune migliaia di etiopici furono raccolti in campi improvvisati. Dopo tre giorni di violenze incontrollate, il 21 febbraio 1937 il maresciallo Graziani diede disposizione a Cortese di arrestare temporaneamente la repressione; sembra che circa 3.000 persone furono uccise dagli italiani durante questa prima fase di rappresaglia.
In realtà la vera repressione non era ancora iniziata; il maresciallo Graziani, apparentemente convinto, sulla base delle superficiali indagini giudiziarie svolte in fretta dalle autorità, che l'attentato fosse opera di un vasto gruppo di opposizione etiopico coinvolgente gran parte delle personalità superstiti della dirigenza abissina, diede inizio il 26 febbraio alla sistematica fucilazione degli esponenti più importanti della resistenza già sottomessi o catturati in precedenza. In pochi giorni furono quindi uccise personalità della cultura, ex-funzionari, gli ultimi cadetti di Oletta, giovani ufficiali arbegnuoc come Keflè Nasibù, Belai Haileab e Ketema Bechà, capi prestigiosi come Bellahu Deggafù, ritenuto il principale capo del complotto. Subito dopo il maresciallo Graziani, sulla base anche delle direttive provenienti da Roma, estese ulteriormente l'azione di repressione; dal 19 marzo, con l'approvazione del ministro Lessona, il viceré procedette all'arresto di tutti i cantastorie, stregoni e indovini, considerati diffusori di notizie false e suscitatori di idee "pericolose per l'ordine pubblico", che vennero subito brutalmente "passati per le armi". Il numero dei fucilati crebbe costantemente nei mesi dell'estate 1937; le azioni di violenza spesso si svolsero senza alcuna norma legale, nella confusione, sulla base di direttive generali che disponevano la distruzione dei villaggi e l'eliminazione soprattutto dell'etnia amahra, anche in assenza di segni di ostilità verso l'occupante o della presenza di combattenti arbegnuoc; alcuni ufficiali italiani mostrarono grande durezza nelle operazioni repressive; in particolare il generale Pietro Maletti che affermò di aver messo "a ferro e fuoco" lo Scioa.
Il culmine delle violenze venne raggiunto a maggio 1937 con i tragici eventi del massacro di Debre Libanos; informato di una presunta collaborazione della chiesa copta con gli autori dell'attentato, il maresciallo Graziani decise di colpire il luogo sacro di Debre Libanos dove il generale Pietro Maletti tra il 20 e il 25 maggio 1937 arrestò e fece fucilare 1500-2000 tra preti, monaci e diaconi; vennero brutalmente uccisi anche giovani di 12-13 anni e il 26 maggio nella vicina Engecha furono fucilati altri 500 ragazzi in un primo tempo risparmiati. Oltre alle fucilazioni in massa e alle distruzioni di villaggi, le misure repressive del maresciallo Graziani, pienamente condivise da Mussolini e Lessona, prevedevano anche la deportazione di capi e notabili e l'organizzazione di campi di concentramento e detenzione in Etiopia; furono organizzati cinque viaggi di deportati da Massaua all'Italia che trasferirono 323 persone tra maggio e dicembre 1937 prima all'isola dell'Asinara e poi in varie localita italiane tra cui Longobucco, Mercogliano, Tivoli, Roma e Firenze. Nel giugno 1937 venne invece aperto il campo di concentramento di Danane dove furono imprigionate in condizioni estremamente disagiate per le carenze di assistenza e vettovagliamento, circa 6 500 persone tra guerriglieri, notabili di medio rango e famigliari, comprese donne e bambini, di combattenti arbegnuoc.
La violenza della repressione e gli apparenti successi delle operazioni di "polizia coloniale" tuttavia non consolidarono in modo decisivo il dominio italiano in Etiopia; al contrario la crescente brutalità dell'occupante esasperò la popolazione e accrebbe l'ostilità. Eventi come le azioni del capitano Gioacchino Corvo nella regione di Bahar Dar nella seconda metà del 1937 contribuirono a rafforzare la volontà di resistenza degli arbegnuoc; le impiccagioni pubbliche, le fuciliazioni di "ribelli" e le esecuzioni segrete di notabili locali con metodi barbari come gli annegamenti nelle acque del lago Tana, sollevarono l'indignazione dei civili che avrebbero ben presto sostenuto la rinascita della resistenza dei "patrioti".

### La nuova resistenza
La nuova resistenza ebbe inizio nel Lasta per iniziativa dell'irriducibile Hailù Chebbedè, e si estese progressivamente in gran parte delle regioni etiopiche prendendo sempre più la forma di una lotta indipendentistica patriottica che ottenne sostegno dalla popolazione sollecitata dai proclami dei guerriglieri ad aderire al movimento e aiutare i combattenti. La nuova resistenza coinvolse persone di ogni razza e religione e venne combattuta con il favore di buona parte della popolazione, esasperata dal comportamento brutale dell'occupante e timorosa di un vero e proprio sterminio. Nel Goggiam nell'estate 1937 venne proclamata da parte degli arbegnuoc una guerra santa in risposta alle repressioni seguite all'attentato al governatore Graziani e alle violenze del capitano Gioacchino Corvo a Bahar Dar. I comandi italiani non compresero realmente il fenomeno e ancora nei rapporti della fine del 1937 i ribelli venivano considerati poco pericolosi e privi di unità; si parlava di "briganti" (Shiftà) che si "accontentano di vivere di razzie". Il maresciallo Graziani rilevò il cambiamento delle tattiche dei resistenti e il passaggio alla guerriglia, ma ritenne che queste innovazioni tattiche fossero suggerite da "mente europea".
Il governatore quindi espresse ottimismo e non mostrò allarme per gli indizi di una possibile ripresa dell'opposizione armata all'occupante; egli riteneva che la situazione fosse molto favorevole e fosse possibile rimpatriare, accogliendo le pressioni di Lessona e Mussolini, una parte delle sue forze. Il 1 luglio 1937 Graziani disponeva di 177 000 soldati rispetto al 288 000 presenti dopo la caduta di Addis Abeba; il maresciallo faceva pieno affidamento sui nuovi collegamenti stradali, aerei e ferroviari aperti negli ultimi mesi e all'inizio di agosto, proprio alla vigilia della rivolta generale, lasciò la capitale per recarsi per via stradale ad Asmara. L'ottimismo del viceré era del resto condiviso dalle altre autorità italiane sul posto compresi l'ammiraglio Vincenzo De Feo, governatore dell'Eritrea, e il generale Alessandro Pirzio Biroli, governatore proprio del territorio Amhara dove stava per esplodere la rivolta.
Nella primavera del 1937 si era svolto in una località a nord di Ambò, nel Ghindeberat, una riunione dei principali capi della resistenza durante la quale erano state prese le nuove decisioni operative e studiate le tattiche della guerriglia; in questa occasione si cercò anche di organizzare una struttura di comando unificata e venne eletto un comitato dirigente sotto la guida politica del blatta Tecle Uolde Hawarit; altri dirigenti che ebbero un ruolo fondamentale furono Mesfin Scilesci e Abebe Aregai che, eletto comandante supremo, preferì tuttavia lasciare il comando nominale degli arbegnuoc al più anziano Auraris Dullu.
Dopo la ripresa della guerriglia di Hailù Chebbedè nel Lasta, la rivolta degli arbegnuoc interessò rapidamente il Beghemeder dove gli uomini di Ghebrè Cassa e Asfau Boccalè sbaragliarono due colonne italiane, il Goggiam dove Belai Zellechè attaccò con successo reparti coloniali, l'Uolla, guidata da Mangascià Abuiè e Hailù Belau che attaccarono la residenza di Albucò. Entro il mese di agosto 1937 divennero sempre più numerosi e pericolosi i focolai di rivolta; la colonna del maggiore Liverani venne distruttà dai guerrieri di Destà Iscetiè; entrò in azione Haile Mariam Mammo, mentre nel Ancoberino gli arbegnuoc erano guidati da Abebe Aregai, Mesfin Scilesci, Zaudiè Asfau e la vedova di Aberra Cassa, Chebbedesh. Haiulù Chebbedè soprattutto nel mese di agosto raggiunse importanti successi; i suoi arbegnuoc attaccarono e distrussero la residenza di Amba Uoc e annientarono numerosi altri presidi, mentre in settembre inflissero pesanti perdite ad un battaglione coloniale e devastarono il centro di comunicazioni di Quoram lungo la strada principale Asmara-Addis Abeba.
Il maresciallo Graziani, sorpreso e sconvolto dalle improvvise cattive notizie, sembrò incapace di controllare la situazione e si abbandonò a recriminazioni, soprattutto verso il generale Pirzio Biroli, e a un comportamento violento, ordinando una repressione brutale; il viceré affermò che "ogni falsa pietà è delitto" e richiese alle sue truppe "l'eliminazione di tutti i capi, impostori, stregoni, falsi profeti...non rimane che la legge del taglione". Le notizie della rivolta etiopica suscitarono viva emozione anche in Italia; Mussolini sollecitò il ritorno di Graziani ad Addis Abeba e inviò rinforzi, mentre il ministro Lessona autorizzò l'impiego di "ogni mezzo" contro i ribelli, "compresi i gas". Il 19 settembre il maresciallo Graziani riuscì finalmente a concentrare ingenti forze nel Lasta e diede inizio alla repressione contro le bande di Hailù Chebbedè che subirono attacchi dall'aviazione e lanci di iprite; gli arbegnuoc abbandonarono Socotá e furono accerchiati; Chebbedè dopo una dura resistenza venne infine catturato da bande irregolari il 24 settembre 1937 e brutalmente ucciso; il cadavere venne decapitato.
Il maresciallo Graziani fece ritorno nella capitale il 3 ottobre 1937 ma, nonostante la fine della rivolta del Lasta, la guerriglia si stava diffondendo nel Beghemeder, nel Goggiam, nel Semien; molti presidi e residenze isolate italiane vennero attaccate e distrutte; i capi Iman e Dagnò Tesselmà, Asfau Boccalè e Ghebrè Cassa guidavano la ribellione nel Beghemeder dove la residenza di Arbì Gherbià venne annientata, la residenza di Debre Tabor assediata e una colonna di soccorso quasi distrutta; il generale Pirzio Biroli non fu in grado di ristabilire la situazione. Gli arbegnuoc ottennero importanti successi nel Goggiam sotto la guida di Negasc Bezabè, Belai Zellechè e soprattutto di Mangascià Giamberiè; il 13 e 14 settembre vennero attaccati e accerchiati molti presidi italiani e il 3 novembre i capi della rivolta diffusero un proclama in cui affermavano che "tutta l'Etiopia è in rivolta per cacciare gli italiani"; i tentativi di Graziani di favorire la pacificazione facendo intervenire il collaborazionista ras Hailu fallirono completamente; Negasc Bezabè respinse bruscamente gli inviti alla resa. Il 29 ottobre gli arbegnuoc riuscirono ad attaccare e distruggere un reparto italiano a Medani Alem, nelle vicinanze della stessa Addis Abeba e il 7 novembre Gherarsù Duchì sbaragliò un'altra colonna nemica a Uolisò, nei pressi della capitale.

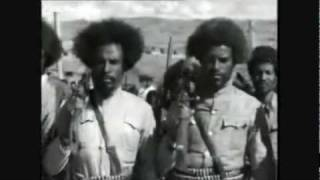
Un gruppo di arbegnuoc.

Il viceré venne duramente criticato per questa serie di insuccessi; Mussolini gli propose di inviare ulteriori rinforzi per evitare una disfatta, mentre il ministro Lessona accusò il maresciallo di superficialità e di incapaciatà organizzativa; Graziani era consapevole che la sua autorità era molto scossa e che c'erano voci di una sua sostituzione; egli cercò di ristabilire il suo prestigio ricorrendo alla violenza brutale, ordinando di "non dare tregua", di moltiplicare le distruzioni, di eliminare tutti i prigionieri. Nel dicembre 1937 il governatore fece un altro tentativo di riprendere il controllo del Goggiam ma la nuova offensiva iniziò subito con un disastro quando il 7 dicembre la colonna del colonnello Barbacini venne attaccata e disgregata dagli arbegnuoc di Mangascià Giamberiè; due battaglioni coloniali furono accerchiati e distrutti dai guerriglieri.
Fin dal mese di febbraio 1937 a Roma si esercitavano pressioni su Mussolini per rimuovere Graziani e sostituirlo con il Duca d'Aosta; il Duce rimase incerto per molti mesi; infine il 10 novembre 1937 informò Graziani che riteneva che "il suo compito sia finito" e gli preannunciava il suo richiamo e la nomina del Duca d'Aosta. Nonostante le proteste del viceré, Mussolini mantenne le sue decisioni, egli informò il Duca d'Aosta del suo prossimo incarico e nominò il generale Ugo Cavallero, comandante superiore militare il Africa orientale; il Duce inoltre sostituì anche il ministro Lessona, nominando al suo posto il generale Attilio Teruzzi. Dopo alcuni rinvii infine il maresciallo Graziani cedette il comando e partì da Addis Abeba il 10 gennaio 1938; la sua partenza non suscitò lamentele tra le truppe ma al contrario venne accolta con soddisfazione in Africa orientale; la situazione generale che lasciava non era molto tranquillizzante. Alla fine del 1937 vaste zone dell'Etiopia erano in rivolta; gli arbegnuoc impiegavano tattiche efficaci ed erano in grado di sfuggire alle operazioni di repressione; la violenza dell'occupante favoriva crescenti adesioni alla resistenza. Il maresciallo Graziani dovette tracciare un bilancio inquietante delle perdite subite durante il suo periodo di comando in Africa orientale: circa 12 600 morti e feriti tra le truppe, tra cui 2 849 nazionali, tra il maggio 1936 e il dicembre 1937.

### Caratteristiche della guerriglia degliarbegnuoc
Gli arbegnuoc dovettero adottare tattiche nuove di guerriglia che si distaccavano profondamente dalla tradizione militare nazionale fondata sul coraggio personale e sullo scontro in campo aperto di fronte al nemico; gli stessi combattenti della resistenza erano consapevoli di impiegare metodi di combattimento estranei al passato bellico abissino. Gli arbegnuoc giunsero al punto di definire la loro guerra di guerriglia una "guerra dei codardi", ma affermarono che "avevano imparato ad essere codardi", che avevano compreso l'efficacia della guerriglia e che solo queste tattiche sarebbero state "la via che ci permetterà di sconfiggere gli italiani".

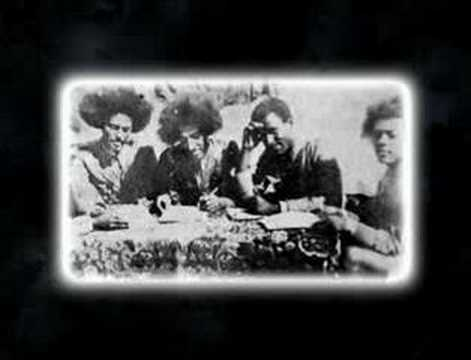
Alcuni guerriglieri arbegnuoc durante una pausa delle operazioni di resistenza.

La nuova organizzazione degli arbegnuoc comprendeva le forze combattenti regolari, il cosiddetto Dereq, che erano il nucleo più agguerrito e attivo in permanenza sul territorio, e una milizia irregolare, il Mededè, arruolata tra la popolazione contadina che veniva mobilitata per periodi limitati per rafforzare i combattenti del Dereq. Questa struttura organizzativa permetteva agli arbegnuoc di costituire in brevissimo tempo gruppi d'azione numerosi ed aggressivi che poi venivano dispersi sul territorio in piccoli formazioni per evitare la reazione delle colonne coloniali del nemico; anche i grandi capi come Abebe Aregai e Mangascià Giamberiè, si muovevano in bande costituite da un piccolo nucleo di fedeli guerrieri, 200-300 uomini, e superavano agevolmente le linee di sbarramento avversarie; in situazioni pericolose le formazioni di suddividevano in gruppi più piccoli e i capi, seguiti da poche decine di compagni, riuscivano ad evitare di essere intercettati.
L'attività della guerriglia si sviluppava soprattutto durante la stagione delle grandi piogge nel corso della quale gli arbegnuoc si impegnavano in numerosi, piccoli attacchi, diffusi sul territorio, contro vie di comunicazione, presidi militari e colonne isolate del nemico. I guerriglieri disponevano di buone e numerose armi individuali, fucili e pistole, ma mancavano completamente di artiglieria e mitragliatrici; erano diffuse anche le armi bianche tradizionali che venivano impiegate negli scontri ravvcinati. Gli arbegnuoc trovarono notevoli difficoltà nel reperimento delle munizioni, e anche nell'approvvigionarsi di cibo e acqua, essendo generalmente stanziati nelle zone più aride e impervie dell'altopiano; le bande guerrigliere si procuravano il vettovagliamento generalmente depredando i territori sottomessi o collaborazionisti con l'occupante; in misura minore ricorrevano alle modeste forniture dei contadini poveri che sostenevano il movimento.
In battaglia gli arbegnuoc erano combattenti disciplinati e aggressivi che mostravano notevoli qualità combattive e una naturale abilità nelle manovre di infiltrazione e accerchiamento; agendo in gruppi autonomi, i comandanti delle bande più piccole eseguivano spontaneamente le manovre sul campo, seguendo le direttive generali dei grandi capi. I guerriglieri abissini erano estremamente mobili e molto coraggiosi; inoltre non necessitavano di grandi apparati logistici. Tuttavia, non disponendo di armi pesanti, non avevano la possibilità di conquistare posizioni nemiche solidamente fortificate né erano in grado di difese prolungate; le bande sfuggivano sfruttando le loro capacità di movimento su terreno difficile. Le bande erano anche prive di moderni sistemi di comunicazione; i capi principali della resistenza entravano occasionalmente in contatto con messaggi scritti per organizzare incontri al vertice o coordinare grandi operazioni ma in generale non erano costantemente in collegamento; in battaglia gli arbagnuoc utilizzavano segnali di fumo o il suono dei tamburi per comunicare tra loro.
Gli arbagnuoc combattenti potevano sfruttare il sostegno presente in gran parte della popolazione; in particolare era attivo un vasto apparato di spionaggio e cospirazione che aiutava la resistenza; i cosiddetti ya west arbagnoch erano militanti che agivano nella massima segretezza dall'interno e fornivano informazioni e aiuti di personale specializzato e materiali; i qafir invece erano resistenti che individuavano tempestivamente i movimenti delle truppe italiane e avvertivano in anticipo i reparti combattenti. I contadini infine sostenevano la resistenza con l'erogazione di tributi e la distribuzione di vettovaglie; in caso di azioni repressive nemiche queste persone, esposte alla rappresaglia, abbandonavano i villaggi e seguivano gli arbagnuoc. I patrioti etiopi cercavano in ogni modo di stimolare la resistenza nelle campagne e di estendere il consenso alla loro lotta; spesso ricorrevano alla propaganda organizzando missioni improvvise nei mercati dei villaggi per illustrare le loro azioni e leggere i proclami dei grandi capi della resistenza.
Anche le donne parteciparono attivamente al movimento di resistenza; all'interno delle bande erano sempre presenti le cosiddette gambogna, le portatrici che svolgevano un fondamentale compito logistico trasportando i viveri e le bevande lungo le interminabili marce negli altopiani; esse inoltre alleggerivano la tensione della guerriglia allietando i combattenti durante gli spostamenti con canti di elogio o ironia verso i guerrieri. Altre donne svolsero compiti di vivandiere, staffette o infermiere; non mancarono tuttavia neppure personalità femminili con incarichi di comando militare all'interno del movimento arbegnuoc come le uizero Shoareghed Ghedle, che fu torturata e imprigionata fino al 1941, Chebbedesh Sejum, Fantaye; Senedu Gebru e Tsgine Mangascià invece si occuparono soprattutto di migliorare il servizio sanitario della resistenza.
Il principale elemento di debolezza della guerriglia degli arbegnuoc fu costituito dall'insufficiente coordinamento e dalla mancanza di una reale dirigenza centralizzata in grado di sviluppare un progetto strategico unitario; le insurrezioni si svilupparono a livello territoriale in modo autonomo sotto la guida dei capi locali senza un collegamento con rivolte in altre zone del territorio etiopico. Questa mancanza di coordinamento era dovuta in parte alle oggettive difficoltà di comunicazione ma anche alla tendenza, tradizionale nella cultura etiopica, all'autonomia locale. Inoltre i grandi capi della rivolta generale iniziata nel 1937 non erano più i vecchi ras e la gerarchia tradizionale dell'impero ma elementi nuovi provenienti da livelli medio-bassi della dirigenza che assunsero prestigio e potere sulla base della loro capacità e del loro coraggio sul campo.

### Le operazioni del 1938
L'occupante italiano affidava le operazioni antiguerriglia prevalentemente alle brigate coloniali di ascari, inquadrate da ufficiali e sottufficiali italiani e costituite da truppe indigene resistenti e frugali abituate a muovere e combattere in Africa orientale; i reparti nazionali invece, provenienti dall'esercito del 1935-36 che avevano accettato di rimanere in servizio, erano impiegati nei presidi delle città ma non erano ritenuti in grado di affrontare gli arbegnuoc nel difficile territorio dell'altipiani. Oltre alle brigate coloniali, gli italiani impiegavano anche bande irregolari indigene guidate da ufficiali italiani, a cui venivano affidati i compiti repressivi più violenti. Queste truppe, in particolare i reparti ascari di nuova costituzione, mostrarono debolezze di inquadramento e di coesione e ci furono fenomeni di sbandamento e diserzione.

Reparto di àscari eritrei; furono le truppe coloniali che, guidate da ufficiali italiani, condussero le operazioni di repressione.

Nonostante la schiacciante superiorità di mezzi e armamenti l'occupante italiano non riuscì mai a raggiungere un successo definitivo contro la guerriglia arbegnuoc; l'andamento delle operazioni si ripeteva ciclicamente nel corso degli anni; l'insurrezione di una regione iniziava con l'assalto dei guerriglieri ai presidi isolati, alle guarnigioni dei villaggi e alle colonne minori, che aveva spesso successo; gli arbegnuoc quindi assumevano il controllo del territorio e respingevano i primi contrattacchi. Dopo questa fase iniziale, il comando italiano era in grado di raggruppare le sue forze e di prendere l'iniziativa con il sostegno massiccio dell'aviazione che impiegava anche i gas iprite e fosgene; il territorio veniva quindi riconquistato e si precedeva a rappresaglie, devastazioni ed esecuzioni sommarie che colpivano anche la popolazione civile dei villaggi. I capi e gli arbegnuoc più pericolosi tuttavia riuscivano quasi sempre a sfuggire e disperdersi nelle regioni più inospitali evitando confronti diretti in attesa di riorganizzarsi e riprendere in un secondo momento le operazioni scatenando una nuova insurrezione nelle stesso territorio. Gli italiani infatti non erano in grado di presidiare in permanenza con forze sufficienti tutte le regioni e inoltre il loro comportamento brutale accentuava l'ostilità della popolazione e il sostegno alla guerriglia.
Nonostante il superficiale ottimismo del Duca d'Aosta che, giunto ad Addis Abeba il 22 dicembre 1937 come nuovo viceré, si era affrettato a ringraziare il maresciallo Graziani scrivendo di "situazione generalmente buona", in realtà la guerriglia era in sviluppo e dal Goggiam, descritto in "piena rivolta", si estendeva in pratica all'intero territorio tranne l'Harar e le colonie storiche di Eritrea e Somalia. Il generale Ugo Cavallero, dal 12 gennaio 1938 il nuovo comandante superiore militare alle dipendenze del viceré, dovette subito ammettere che i "ribelli" erano numerosi, godevano del sostegno della popolazione e mettevano in pericolo la sicurezza delle vie di comunicazione. Secondo il rapporto del nuovo comandante superiore, le forze arbegnuoc erano costituite da circa 20 000 uomini con i nuclei principali nello Scioa, 11 000 combattenti, e nell'Amhara, altri 8 000 guerriglieri; in realtà la guerriglia disponeva di forze variabili nel tempo tra i 40 000 e i 100 000 uomini. Nello Scioa occidentale erano attive le bande del fitaurari Zaudiè Asfau, del degiac Destà Isceriè, di Mesfin Scilesci, Tecle Uolde Hawariat e del balambaras Gherarsù Duchì; lo Scioa nord-orientale era il territorio di Abebe Aregai con circa 4 000 uomini, e del degiac Auraris Dulla con 1 000 combattenti. Gli altri gruppi principali combattevano nel Goggiam dove i degiac Mangascià Giamberiè, Negasc Bezabè, Belai Zellechè e il ligg Hailù Belau guidavano 5 000 arbegnuoc, e nelle regioni del Belesà, Beghemeder, Dalantà e Ermacciò dove si trovavano circa 6.000 guerriglieri guidati da Ubnè Tesemma, dal fitaurari Mesfin Redda, dal degiac Ghebrè Cassa, dal ligg Johannes. Un gruppo di bande di 2 000 uomini al comando del fitaurari Tafferà era attivo nel territorio del Galla e Sidamo.
Mentre il Duca d'Aosta dava prova di attivismo e mostrava un comportamento rigoroso ma apparentemente più moderato nei confronti della popolazione etiopica, il generale Cavallero preparò un ambizioso piano di operazioni globale per schiacciare prima dell'inizio della stagione delle grandi piogge la resistenza abissina. Il nuovo ciclo di operazioni ebbe inizio il 19 gennaio 1938 nel Goggiam che venne attaccato da nord e da sud da tre colonne separate mentre altre forze sbarravano i guadi sul Nilo per impedire ai guerriglieri di sfuggire. Nonostante il notevole spiegamento di forze la campagna non raggiunse risultati definitivi. I presidi assediati dagli arbegnuoc vennero sbloccati e i prolungati scontri a Fagutta contro gli uomini di Mangascià Giamberiè, Zaudiè Asfau e Meslin Scilesci si conclusero nel marzo 1938 con la ritirata dei guerriglieri che si dispersero sul territorio. Nel mese di aprile le colonne italo-eritree si congiunsero a Debra Marcos e continuarono vaste operazioni di rastrellamento contro gli arbegnuoc di Mangascià Giamberiè, Negasc Bezabè e Belai Zellechè che ebbero, secondo le fonti italiane, 2 300 "uccisi accertati", ma riuscirono ancora una volta a sganciarsi. Le forze del generale Cavallero poterono occupare il territorio, aumentare i presidi ed estendere le linee di comunicazione ma ebbero a loro volta in cinque mesi nel Goggiam 350 morti e 1 200 feriti, in grande maggioranza ascari e truppe coloniali.

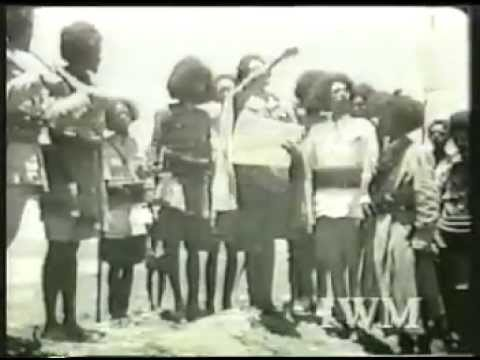
Riunione di capi e guerriglieri arbegnuoc.

Nei mesi di giugno e luglio 1938 il generale Cavallero estese le operazioni di repressione della guerriglia anche nell'Ancoberino contro Abebe Aregai, che pur subendo perdite, riuscì sistematicamente a sganciarsi; altri combattimenti ebbero luogo nell'Amhara Nord, nel Beghemeder e nel monte Gibatti contro bande arbegnuoc particolarmente attive e pericolose. Cavallero, sulla base dei dati statistici e dei risultati apparenti, si mostrò ottimista e comunicò a Mussolini che contava di vincere la ribellione entro Natale, ma in realtà nel Goggiam erano già ripresi gli attacchi dei guerriglieri che, sotto la guida di Mangascià Giamberiè e Negasc Bezabè, continuarono da luglio a settembre. In particolare Mangascià Giamberiè riuscì ad evitare i rastrellamenti e nonostante la grave carenza di viveri e munizioni, riuscì a sopravvivere con la sua banda agli attacchi e agli inseguimenti degli occupanti; anche molti altri capi arbegnuoc riuscirono a mantenersi attivi e, senza deprimersi per le difficoltà materiali e la superiorità del nemico, prolungarono ancora la resistenza, riaccendendo continuamente la guerriglia.
Il 1 ottobre 1938 Cavallero fu costretto a sferrare un nuovo ciclo di operazioni nell'Arcoberino contro Abebe Aregai che stava consolidando il suo potere e la sua influenza sul territorio; tre gruppi di bande irregolari e quattro battaglioni coloniali cercarono di agganciare e bloccare gli arbegnuoc ma nonostante qualche successo, Abebe Aregai riuscì ancora una volta a sfuggire e rompere l'accerchiamento raggiungendo la sua regione natale del Menz dove, rafforzato dai gruppi di Auraris Dullu, riprese le sue azioni di guerriglia. Il generale Cavallero giunse sul posto per dirigere personalmente le operazioni contro il capo abissino, ma nonostante l'impiego di circa 20 000 uomini, il comandante italiano non raggiunse alcun risultato e dopo quaranta giorni di sterili operazioni fu costretto alla metà del mese di dicembre 1938 ad interrompere l'offensiva contro gli arbegnuoc di Abebe Aregai. Ugualmente insoddisfacenti furono le azioni di repressione della guerriglia guidata dal balambaras Gherarsù Duchì, il capo dei resistenti nel Guraghé; il 23 ottobre 1938 quattro colonne italiane, precedute da violenti bombardamenti aerei, iniziarono una manovra concentrica nella regione del Bedachè per schiacciare gli arbegnuoc di Gherarsù Duchì. In un primo momento l'operazione raggiunse qualche risultato; gli italo-eritrei effettuarono vasti rastrellamenti, uccisero 866 "ribelli" e agirono, secondo le direttive del viceré e dello stesso Mussolini, "con la massima energia", ma alla fine anche Gherarsù Duchì sfuggì, insieme ai suoi guerriglieri, alla caccia delle forze occupanti. Contemporaneamente nel Beghemeder, nell'Amhara settentrionale e nel Goggiam era già ripresa la rivolta; gli arbegnuoc nel Goggiam colpirono due battaglioni coloniali e nell'Amhara attaccarono gli operai italiani al lavoro sulla strada Gondar-Debrà Tabor, che rimase permanentemente minacciata dalla guerriglia.

### La guerriglia alla vigilia della seconda guerra mondiale
Le operazioni di repressione del 1938 non ottennero quindi risultati decisivi; inoltre in questo periodo si accentuarono i contrasti tra il Duca d'Aosta, convinto della necessità di ridurre la violenza e la brutalità della lotta contro la guerriglia, e il generale Cavallero deciso a mantenere il controllo operativo della guerra contro gli arbegnuoc; a Roma Mussolini manifestò il suo scontento per la situazione in Africa orientale. All'inizio del 1939 il comandante superiore in Africa orientale riprese quindi le grandi operazioni militari contro la resistenza organizzando un'ambiziosa operazione contro gli arbegnuoc di Abebe Aregai; il generale Cavallero affidò al colonnello Orlando Lorenzini cospicue forze coloniali per rastrellare il Menz; i risultati tuttavia non furono conclusivi; i principali capi della guerriglia sfuggirono al rastrellamento che si prolungò fino alla fine di marzo 1939. Inoltre il 9-11 aprile 1939 le truppe italo-eritree furono protagoniste di un nuovo episodio di brutale violenza contro i civili, vecchi, donne e bambini, che seguivano le bande arbegnuoc in fuga; nella strage di Gaia-Zeret vennero uccisi con l'impiego di gas o con il fuoco delle mitragliatrici circa 1200-1500 etiopi in grande maggioranza civili rifugiati in una grotta. A causa dell'insuccesso della sua strategia globale alla fine il generale Cavallero il 10 aprile 1939 venne richiamato in Italia e sostituito dal generale Luigi De Biase, mentre il generale Nasi, fautore di una politica severa ma corretta verso la popolazione indigena, divenne vicegovernatore generale.
Durante il 1939, mentre la situazione politica internazionale degenerava rapidamente verso la guerra generale, in Africa orientale si alternarono fasi di recrudescenza della guerriglia degli arbegnuoc e della repressione, con fasi di trattative per ottenere la sottomissione pacifica dei capi della guerriglia. I tentativi del Duca d'Aosta e del generale Nasi di ottenere la sottomissione dei capi della guerriglia per mezzo di trattative ottennero alcuni risultati: Zaudiè Asfau e Olonà Dinkel si accordarono con le autorità italiane e rinunciarono alla ribellione. Non raggiunsero il successo invece i lunghi e complessi tentativi per convincere a rinunciare alla lotta ras Abebe Aregai che ormai era divenuto il vero capo degli arbegnuoc e manteneva rapporti con i francesi di Gibuti. Sembra che in alcune circostante egli abbia accettato di intavolare trattative soprattutto per guadagnare tempo e ottenere armi e vettovaglie; tutti i contatti con Abebe Aregai ricercati da inviati italiani di alto rango, compreso il generale De Biase terminarono nel nulla; il capo etiope non si presentò all'incontro al vertice programmato per il 14 marzo 1940 cosicché Mussolini ordinò la ripresa delle operazioni di repressione contro i suoi guerriglieri con "azione militare, immediata, dura... non esclusi i gas".
Nonostante il fallimento delle trattative con Abebe Aregai, gli italiani ottennero alcuni successi anche nel Goggiam dove furono indebolite le bande di Negasc Bezabè e Mangascià Giamberiè; il viceré nel 1939 manifestò fiducia e ottimismo riguardo alla situazione in Africa orientale. In realtà l'evoluzione della politica internazionale stava già influendo negativamente sul dominio italiano; dal 1938 la Francia e la Gran Bretagna avevano iniziato a supportare concretamente la guerriglia etiopica per minare dall'interno la precaria autorità dell'occupante. In Francia il governo approvò un programma di "guerra sovversiva" e prese contatti con Abebe Aregai e Gherarsù Duchì; ufficiali superiori francesi e britannici nel giugno 1939 si incontrarono ad Aden e stabilirono un preciso programma militare contro l'Italia in Africa orientale che prevedeva tra l'altro il "sostegno ad una rivolta generale in Etiopia" fornendo armi e munizioni e sviluppando la propaganda.

L'esponente del Partito Comunista d'Italia Ilio Barontini, quarto da sinistra, insieme a guerriglieri arbegnuoc nel Goggiam nel 1939-40

In precedenza, nel mese di dicembre del 1938, il Partito Comunista d'Italia, aveva già inviato una sua missione in Etiopia per valutare la situazione, prendere contatti con gli arbegnuoc e iniziare un programma di addestramento dei guerriglieri. Giuseppe Di Vittorio ne parlò per la prima volta con Anton Ukmar nell'inverno del 1937 e la decisione venne presa l'8 dicembre 1938; il primo a partire ed a raggiungere l'Etiopia passando per Khartoum fu Ilio Barontini che a febbraio 1939 poté già mandare un rapporto fiducioso sulle qualità e la determinazione dei combattenti abissini. A primavera partirono anche Uckmar e Domenico Rolla, accompagnati dall'agente segreto francese colonnello Paul Robert Monnier e dall'inviato del Negus Lorenzo Taezaz. Dopo essersi incontrati a maggio 1939 in territorio abissino, Uckmar e Barontini si divisero per iniziare i loro progetti di collaborazione e addestramento; la missione di Uckmar si stabilì nel Goggiam e nella zona di Gondar, mentre Barontini, che agiva con lo pseudonimo di "Paul Langlois" o di "Paolo De Bargili", entrò in collegamento con Mangascià Giamberiè e i suoi guerriglieri.
La missione continuò fino al marzo 1940 quando i comunisti italiani e Taezaz iniziarono il viaggio di ritorno in Francia; nel frattempo il colonnello Monnier invece era morto di malattia nel novembre 1939; le autorità fasciste vennero a conoscenza della missione dei comunisti italiani in Etiopia ma le loro notizie erano imprecise; in particolare non identificarono "Langlois-De Bargili" con Barontini. La missione non raggiunse grandi risultati pratici anche se in particolare Barontini svolse importanti compiti di addestramento nel campo degli esplosivi e diede utili consigli tattici agli arbegnuoc; fu invece importante dal punto di vista morale e diede la possibilità di entrare in collegamento con i principali capi della resistenza. Inoltre al termine della missione Taezaz poté fornire utili informazioni agli alti comandi anglo-francesi sulla reale situazione in Etiopia: gli italiani nonostante la loro apparente superiorità, non avevano il pieno controllo del territorio e la guerriglia arbegnuoc appariva in grado, se validamente sostenuta da consiglieri, armi ed equipaggiamenti, di sviluppare una rivolta generale e contribuire a disgregare completamente il dominio dell'occupante.
Nella primavera 1939 i britannici, confortati dalle notizie provenienti dall'Etiopia, presero finalmente le prime misure operative: il generale William Platt, comandante superiore in Sudan, richiese finanziamenti a Londra per fornire armi alla resistenza, mentre il generale Archibald Wavell, comandante supremo del teatro del Medio Oriente, decise di affidare al brigadier generale Daniel Arthur Sandford un progetto organico per aiutare gli arbegnuoc. Il generale Sandford raggiunse Khartoum nell'ottobre 1939 e prese le prime misure concrete organizzando depositi di armi alla frontiera tra Sudan ed Etiopia ed entrando in contatto con alcuni capi della resistenza tra cui Mangascià Giamberiè e Taffere Zellechè. Nella primavera 1940 il maggiore Robert Cheesman attivò a Khartoum una centrale di informazioni e spionaggio, la Ethiopian Intelligence Bureau, e in maggio, ancor prima dell'entrata in guerra ufficiale dell'Italia, i primi agenti britannici sconfinarono in Abissinia per incontrare i nove principali capi della guerriglia in Goggiam e nel Beghemeder; essi portavano un messaggio del generale Platt che affermava che l'Impero britannico aveva deciso "di aiutarvi con ogni mezzo a distruggere il comune nemico" e garantiva forniture di armi, munizioni ed equipaggiamenti di ogni tipo per combattere l'occupante.

### La campagna dell'Africa orientale
L'inizio della seconda guerra mondiale in Africa orientale fu caratterizzato da una serie di effimeri successi italiani nella Somalia britannica, nel Kenya e nel Sudan che tuttavia non poterono cambiare la situazione complessiva strategica che era chiaramente favorevole alla Gran Bretagna. Privi di aiuti e rifornimenti dall'Italia, il Duca d'Aosta e i capi militari dell'impero compresero ben presto che in breve tempo avrebbero dovuto affrontare la potente offensiva generale del nemico che stava metodicamente rinforzando il suo schieramento. Dopo pochi mesi dall'inizio della guerra inoltre la resistenza degli arbegnuoc riprese, con accresciuta pericolosità, le sue azioni di guerriglia e l'attività di resistenza si estese progressivamente anche in aree ritenute pacificate, come il Galla e Sidamo, dove iniziarono gli attacchi dei "patrioti". Gli arbegnuoc furono inoltre finalmente aiutati con l'invio da oltre confine di armi e emissari etiopici incaricati dai britannici di stimolare l'intensificazione della guerriglia; nuovi capi, come Sciacca Becchelè, si unirono ai veterani della resistenza e inflissero una serie di sconfitte locali alle colonne italo-eritree. Ben presto i coloni italiani, richiamati alle armi e minacciati dall'attività degli arbegnuoc, dovettero abbandonare tutte le aree recentemente abitate e coltivate nel territorio e ripiegare nei grandi centri urbani.

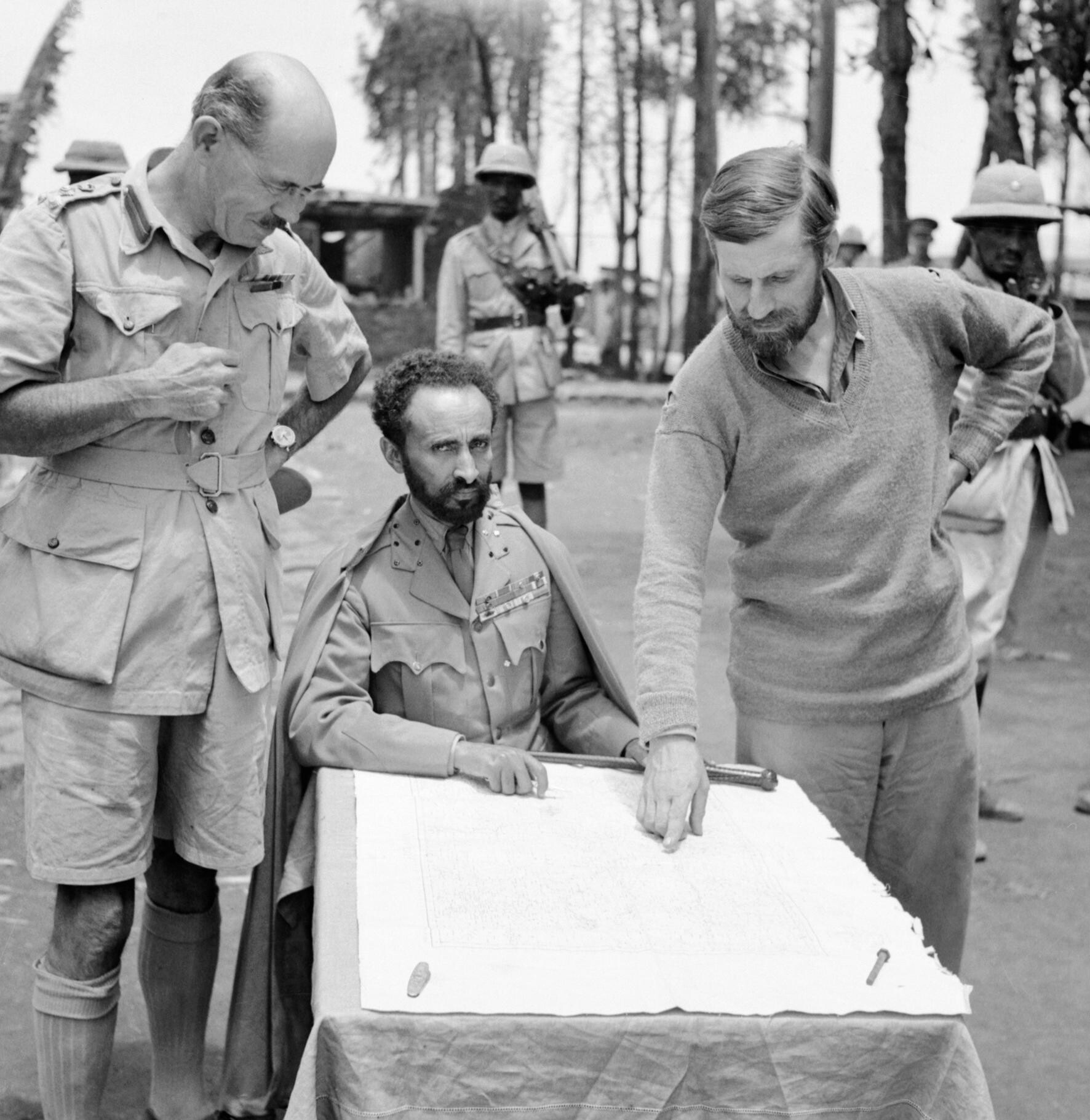
Da sinistra: il generale Daniel Arthur Sandford, il negus Hailè Sellasiè e il colonnello Orde Wingate.

Il Duca d'Aosta fece alcuni tentativi per fermare l'estensione della guerriglia; il generale Nasi venne inviato nel Goggiam per controllare la situazione ma l'ufficiale italiano dovette rilevare che il territorio era in aperta rivolta e che tutti i presidi erano sotto assedio degli arbegnuoc; i tentativi del generale per aprire trattative con i capi della resistenza non condussero a nulla. I capi della guerriglia come Mangascià Giamberiè rifiutarono ogni accordo con l'occupante e affermarono la loro volontà di continuare la resistenza fino alla liberazione del paese. Le tardive proposte concilianti italiane apparvero invece segnali di forte difficoltà dell'occupante e diffusero la sensazione di un grave indebolimento della potenza dell'invasore, risollevando il morale degli arbegnuoc.
Mentre la situazione degli italiani in Africa orientale diveniva sempre più difficile, la dirigenza politico-militare britannica dopo alcune incertezze iniziali aveva finalmente preso la decisione di supportare energicamente la guerra insurrezionale in Etiopia autorizzando il negus Heilè Selassiè a rientrare nel teatro di operazioni; egli prima venne trasferito in Egitto dove giunse in incognito con lo pseudonimo di mister Strong il 25 giugno 1940 e quindi arrivò a Khartoum il 2 luglio accompagnato da pochi fedeli e dai funzionari britannici George Steer ed Edwin Chapman-Andrews. Nella capitale del Sudan, il negus, ora identificato come mister Smith, entrò in contatto con emissari dei capi della resistenza arbegnuoc ed emise un primo proclama alla popolazione abissina l'8 luglio 1940 in cui esaltava il coraggio dei "capi e guerrieri d'Etiopia", rendeva noto che le loro sofferenza stavano per finire grazie all'aiuto dell'"incomparabile potenza militare" della Gran Bretagna che avrebbe permesso di riconquistare l'indipendenza; il negus faceva appello anche alle popolazioni eritree perché si unissero ai "fratelli etiopici" nella lotta contro gli italiani. Il 6 agosto 1940 i britannici iniziarono operazioni più attive: il generale Sandford, a capo della cosiddetta mission 101, entrò in Etiopia insieme a fuociusciti abissini ed ufficiali britannici e a settembre giunse nell'area del lago Tana dove entrò in collegamento con Mangascià Giamberiè e Ayelu Maconnen. Sandford, sostenuto da giovani capi come Chebbedè Tesemmà e Merid Mangascià, riuscì a rafforzare l'organizzazione e la coesione dei gruppi arbegnuoc del Goggiam e favorì la riconciliazione tra alcuni capi rivali che il 24 ottobre conclusero un accordo generale fino alla "totale liberazione del paese".
L'impegno britannico a favore della resistenza etiopica venne ulteriormente rafforzato dopo la visita del ministro degli esteri Anthony Eden a Khartoum; durante la conferenza del 28 ottobre 1940 con i generale Wavell e Alan Cunningham e con il maresciallo Jan Smuts, venne presa la decisione definitiva di sostenere il ritorno del Negus, di considerare la guerriglia una "guerra di liberazione", soprattutto di rifornire di armi ed equipaggiamenti i combattenti; inoltre la mission 101 sarebbe stata rafforzata con l'invio dell'eccentrico e capace colonnello Orde Wingate. In breve tempo iniziarono le consegne di armi agli arbegnuoc e furono aperti centri di addestramento al confine del Sudan, mentre il colonnello Wingate si recò nel Goggiam dove prese accordi con il generale Sandford prima di ritornare al Cairo per costituire la cosiddetta Gideon Force, incaricata di penetrare in Etiopia e riportare in patria Hailè Sellasiè. La resistenza degli arbegnuoc trasse immediatamente vantaggio dagli aiuti dall'esterno e dalle forniture britanniche; le autorità italiane identificarono la presenza di emissari stranieri sul territorio e segnalarono l'estensione della ribellione. I guerriglieri migliorarono le loro tecniche di combattimento; disponendo finalmente di sufficienti quantità di esplosivi, organizzarono una serie di attentati dinamitardi per interrompere in modo prolungato le principali vie di comunicazione stradale e ferroviaria, intralciando i movimenti delle truppe italiane. Winston Churchill in persona fece riferimento in un suo discorso alla Camera dei Comuni nel febbraio 1941 alla resistenza etiopica; il primo ministro riferì che i "patrioti etiopi, ai quali l'indipendenza venne sottratta cinque anni or sono, hanno preso le armi..." e che era in corso in Africa orientale "un processo di riparazione e di punizione dei torti".
Effettivamente fin dal gennaio 1941 l'alto comando britannico in Medio Oriente del generale Wavell aveva completato il rafforzamento del suo schieramento e costituito potenti raggruppamenti strategici in Sudan e Kenya; i generali Platt e Cunningham avevano quindi potuto dare inizio alle loro offensive contro il dominio italiano contando anche sul crescente sostegno della guerriglia arbegnuoc sempre più attiva ed organizzata all'interno del paese. La doppia offensiva britannica raggiunse subito successi tattici decisivi che dimostrarono la netta inferiorità e la debolezza delle forze italiane. Nel settore settentrionale il generale Platt dopo l'avanzata iniziale nel bassopiano fino ad Agordat, dovette combattere duramente per superare l'accanita resistenza italo-eritrea nella prolungata battaglia di Cheren, ma dopo aver sopraffatto quello sbarramento le divisioni anglo-indiane non incontrarono altri ostacoli e invasero completamente l'Eritrea occupando il 1 aprile Asmara e l'8 aprile Massaua. Più agevole fu l'avanzata nel settore meridionale del generale Alan Cunningham che disponeva di truppe sudafricane e di reparti africani di colore reclutati nelle colonia britanniche. Le difese italiane organizzate sulla linea del fiume Giuba furono facilmente superate e fin dal 25 febbraio 1941 i britannici entrarono a Mogadiscio; le forze italo-coloniali si disgregarono rapidamente e, prive di mezzi motorizzati adeguati, non riuscirono ad organizzare nuove linee di resistenza; la Somalia venne completamente evacuata. Il generale Cunningham decise di sfruttare la favorevole situazione e riprese subito l'avanzata direttamente verso la capitale Addis Abeba attraverso la strada per Harar.

### Vittoria e liberazione
Il dominio italiano in Africa orientale stava crollando rapidamente; mentre le truppe davano segni di demoralizzazione e alcuni reparti coloniali defezionavano, la resistenza abissina intensificò la sua attività e nello Scioa la sollevazione della popolazione divenne generale in coincidenza con il diffondersi delle notizie dell'avanzata britannica. Gli arbegnuoc attaccarono i reparti italiani in ritirata dal fronte meridionale che cercavano di raggrupparsi per difendere la capitale. Mentre si ribellava anche la popolazione dell'Arussi, i guerriglieri etiopici ottennero numerosi successi contro reparti isolati del nemico. Intorno ad Addis Abeba gli arbegnuoc di Abebe Aregai, Sciacca Becchelè, Gherarsu Duchì e Shoareghed Ghedle, presidiavano il territorio; la loro presenza e i timori di una ribellione generale della popolazione indigena cittadina, provocarono il panico tra gli italiani residenti ad Addis Abeba. Effettivamente dal mese di marzo tutto lo Scioa era ormai dominato dalle bande "ribelli"; nei primi giorni di aprile gli arbegnuoc intensificarono la loro attività nell'area della capitale; numerosi presidi italiani vennero attaccati e travolti; piccoli gruppi si infiltrarono anche all'interno della grande città.

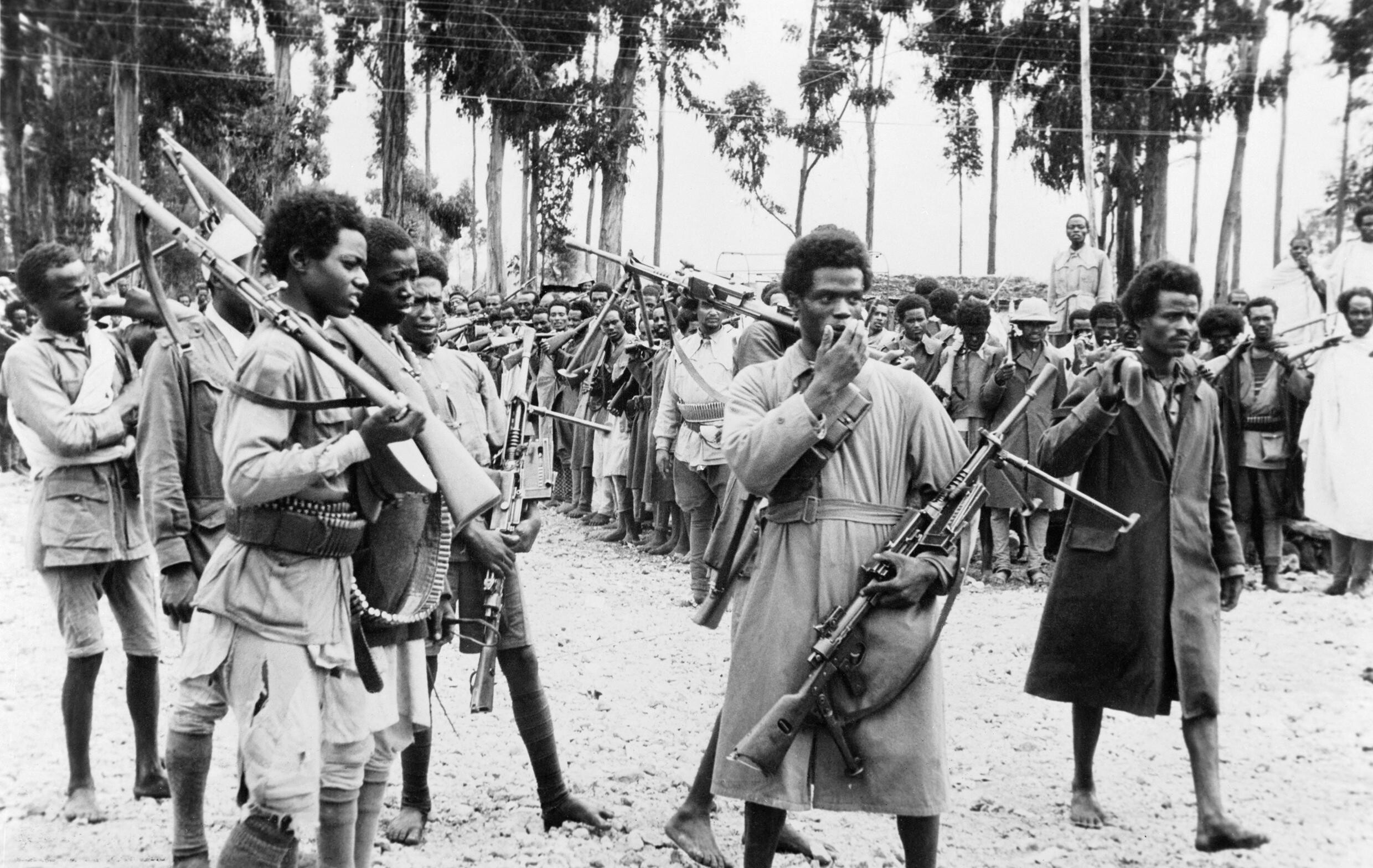
Guerriglieri etiopici ad Addis Abeba liberata nel maggio 1941.

In realtà fin dal 31 marzo 1941 il Duca d'Aosta aveva deciso che la difesa di Addis Abeba era ormai impossibile e aveva quindi ordinato di ripiegare con le truppe superstiti verso il ridotto difensivo di Dessiè-Amba Alagi; egli intendeva aprire trattative con i britannici per cedere la capitale ordinatamente e salvaguardare la vita dei 35 000 residenti italiani, tra cui 11 000 donne e bambini. Nei giorni 1-3 aprile le truppe italiane evacuarono quindi Addis Abeba e si ritirarono, in una atmosfera di disastro e collasso generale, parte nel Galla e Sidamo e parte nel ridotto dell'Amba Alagi; la linea difensiva del fiume Ausc venne superata dai sudafricani del generale Cunningham che il pomeriggio del 5 aprile raggiunsero la periferia della città. Alle ore 10.30 del 6 aprile le prime truppe britanniche entrarono in Addis Abeba senza incontrare resistenza; alle truppe sudafricane e nigeriane si erano unite le bande arbegnuoc di Abebe Aregai e circa 800 guerriglieri, dall'aspetto singolare e caratteristico per le folte capigliature, i vestiti laceri, i piedi scalzi e le armi e parte delle divise sottratte agli italiani, fecero ingresso nella capitale. L'entrata degli arbegnuoc fu caratterizzata da manifestazioni di entusiasmo e di rivalsa sull'occupante ma nel complesso i guerriglieri tennero un comportamento corretto e non vi furono esplosioni di violenza incontrollata e di vendetta sanguinosa; la capitale rimase relativamente tranquilla, gli italiani residenti collaborarono subito con le autorità britanniche che sgomberarono il centro cittadino e concentrarono i civili bianchi in aree separate.
Mentre i generali Platt e Cunningham sferravano la loro travolgente offensiva in Eritrea e Somalia, dal 20 gennaio 1941 il negus Hailè Sellasiè, accompagnato da molti dignitari dell'impero, era finalmente rientrato in Etiopia nella regione del Goggiam insieme alla Gideon Force del colonnello Wingate, costituita da truppe britanniche, soldati sudanesi e un reggimento regolare del nuovo esercito etiopico L'avanzata della Gideon Force non fu agevole a causa soprattutto delle difficoltà del territorio e anche per la resistenza italiana; nel Goggiam erano attivi gli arbegnuoc di Mangascià Giamberiè e Negasc Bezabè, con loro si trovavano anche gli uomini della mission 101 di Sandford che parteciparono alle operazioni; le bande di Mangascià liberarono Dangila prima dell'arrivo delle forze di Wingate. Nonostante la debolezza della Gideon Force, il colonnello Wingate e Hailè Sellasiè continuarono l'avanzata; la situazione ebbe una svolta con la defezione di Hailu Tekle Haymanot, il ras collaborazionista che dopo aver ricevuto grande autorità dagli italiani, il 7 aprile decise di cambiare campo e aiutare il Negus.
Il 6 aprile era già stata raggiunta Debra Marcos e il 5 maggio 1941, a cinque anni esatti dalla caduta di Addis Abeba, Hailè Sellasiè arrivò alla periferia della capitale insieme alla Gideon Force di Wingate. Il Negus aveva diffuso fin dal 19 gennaio 1941 un documento in cui invitava alla moderazione ed a perdonare gli italiani per le loro brutali violenze; nel proclama Hailè Sellasiè ordinava di rinunciare alla vendetta, risparmiare la vita di donne e bambini, non punire i prigionieri e dimostrare "senso dell'onore e un cuore umano". Alle ore 15.30 il Negus fece ingresso nella capitale su un'auto scoperta, accolto dallo straordinario entusiasmo della popolazione; gli arbegnuoc di Abebe Aregai, circa 7 000 guerriglieri, si fecero intorno e scortarono il corteo imperiale durante il passaggio nelle vie cittadine fino all'incontro con il generale Alan Cunningham. Non si verificarono incidenti, violenze o rappresaglie verso gli italiani; nel suo discorso il negus parlò di "giorno di felicità per tutti", di "non ripagare il male con il male", e invitò a non macchiarsi di "atti di crudeltà"; nella notte la liberazione fu festeggiata con una grande fiaccolata dei guerriglieri su tutte le colline intorno ad Addis Abeba.
Nei mesi seguenti, dopo la liberazione della capitale e il rientro del Negus, caddero gli ultimi nuclei di resistenza delle forze armate italiane nell'Africa orientale; il 19 maggio 1941 si arrese all'Amba Alagi il Duca d'Aosta insieme al generale Claudio Trezzani; il generale Pietro Gazzera cessò la resistenza nel Galla e Sidamo il 3 luglio 1941, mentre il generale Guglielmo Nasi, dopo una prolungata ed accanita resistenza nella regione di Gondar, dovette infine cedere le armi il 27 novembre 1941. I guerriglieri abissini arbegnuoc e i nuovi reparti dell'esercito etiopico organizzati dai britannici presero parte con un ruolo di rilievo anche a queste ultime battaglie, contribuendo alla totale sconfitta dell'occupante; furono i combattenti della resistenza che entrarono per primi a Gondar.

## Bilancio e conclusione
La guerriglia degli arbegnuoc fu un movimento di grandi proporzioni che interessò gran parte del territorio etiopico e continuò praticamente senza interruzioni per tutto il periodo dell'occupazione italiana; si trattò di uno dei primi movimenti popolari anticolonialistici dell'Africa e del primo avversario in grado di mettere in difficoltà e sconfiggere il fascismo. In questo senso la resistenza etiopica ha una grande importanza storica anche se gli autori occidentali in generale non hanno mostrato molto interesse a questi avvenimenti che preclusero alla seconda guerra mondiale.
La resistenza, iniziata soprattutto come movimento di difesa contro la brutale repressione dell'occupante, si trasformò nel tempo in un movimento popolare di massa privo peraltro di connotazioni rivoluzionarie e di istanze sociali radicali; gli arbegnuoc combattevano in grande maggioranza per ripristinare la vecchia società feudale etiopica e i dirigenti erano sempre legati al Negus; le popolazioni non espressero richieste di sovvertimento della società anche se in parte il movimento di resistenza sviluppò una prima coscienza democratica antimperialista. In questo senso la resistenza arbegnuoc fu un evento molto importante nella storia dell'Etiopia, favorì la partecipazione del popolo agli eventi politici e sviluppò i sentimenti di indipendenza e coesione nazionale.
Gli arbegnuoc impegnati nella guerriglia erano numerosi; un numero variabile nel corso delle stagioni dell'anno tra i 40 000 e i 100 000 fu sempre attivo soprattutto nelle regioni dello Scioa e del Goggiam; la popolazione contadina incrementava questo numero partecipando temporaneamente alla lotta e unendosi alle bande; non mancavano peraltro contrasti interni e a volte gli arbegnuoc ricorrevano alle intimidazioni e alle vendette per ottenere l'appoggio e il sostegno della popolazione. Le perdite dovute alla repressione e alle operazioni di rastrellamento delle forze militari italiane, furono pesanti; secondo i dati ufficiali forniti dal Negus, 75 000 "patrioti" furono uccisi in combattimento, 24 000 furono giustiziati dalle autorità nemiche, 35 000 morirono nei campi di concentramento; inoltre pesanti furono le vittime civili calcolate in oltre 300 000 persone. I dati italiani sono in parte differenti; 76 906 sarebbero stati gli arbegnuoc uccisi, 4 437 i feriti e 2 847 i prigionieri; il modesto numero dei prigionieri rispetto ai morti conferma la durezza della guerra in Africa orientale nel periodo 1936-1941 e la grande carica di violenza dispiegata dall'apparato repressivo italiano per cercare di sottomettere le popolazioni e schiacciare la resistenza.
Il 5 maggio, anniversario della liberazione di Addis Abeba, in Etiopia viene festeggiato ogni anno lo Arbegnoch Qen (የአርበኞች ቀን), il giorno degli arbegnuoc, in onore dei patrioti della resistenza contro l'Italia fascista; i reduci della guerriglia ancora viventi partecipano orgogliosamente alle manifestazioni di ricordo.